# Hermann von Siemens
Hermann von Siemens (9 de agosto de 1885 - 13 de octubre de 1986) fue un industrial alemán. Miembro de la familia Siemens, como físicoquímico de formación, tuvo un destacado papel en el auge de la compañía Siemens AG después de la Segunda Guerra Mundial, potenciando el desarrollo de nuevos productos en el campo de la electrónica a partir de la década de 1960.

## Semblanza
Nacido en  Berlín en 1885, Hermann von Siemens era el hijo mayor de Arnold von Siemens, quien a su vez era el hijo mayor de Werner von Siemens, el famoso inventor y fundador de Siemens & Halske, que más tarde se convertiría en la actual Siemens AG. La madre de Hermann, Ellen, de soltera von Helmholtz, era hija del amigo cercano de Werner, el físico Hermann von Helmholtz, cuyo nombre se impuso a su nieto. Era el mayor de cinco hermanos.
Después de estudiar física y química en la Universidad de Heidelberg (donde perteneció a la fraternidad estudiantil Leonensia) y obtener un doctorado, comenzó su carrera como empleado del laboratorio físico-químico de la compañía familiar Siemens & Halske de Berlín, de la que en 1928 se convirtió en miembro del consejo de administración. En 1929 asumió la responsabilidad del laboratorio central de la empresa. Contribuyó significativamente al desarrollo del teletipo. En 1935 se convirtió en miembro del consejo de administración de una empresa hermana, Siemens-Schuckert AG. También se convirtió en miembro de los consejos de supervisión de Vereinigte Stahlwerke, Mannesmann AG, Krupp y del Deutsche Bank.
Antes de 1933 fue miembro del Partido Nacional del Pueblo Alemán, rival y oponente del Partido Nacionalsocialista Obrero Alemán de Hitler. Desde 1941 hasta 1946 sucedió a su tío Carl Friedrich von Siemens como presidente de los Consejos de Supervisión de Siemens & Halske AG y de Siemens-Schuckertwerke AG, pasando a liderar la industria eléctricomecánica y electrónica alemana. Como jefe de una empresa importante para la producción de material bélico, el gobierno alemán lo colocó entre los "Wehrwirtschaftsführer" (líderes de la economía militar). Siemens-Schuckert tuvo que emplear mano de obra cualificada entre las personas deportadas dentro y fuera de los campos de concentración. Durante los últimos años de la Segunda Guerra Mundial, numerosas plantas y fábricas en Berlín y otras ciudades importantes fueron destruidas por ataques aéreos aliados. Para evitar más pérdidas, la fabricación se trasladó a lugares y regiones alternativos no afectados por la guerra aérea. El objetivo era asegurar la producción continua de importantes bienes cotidianos y relacionados con la guerra. Según los registros, Siemens operaba casi 400 plantas de fabricación alternativas o reubicadas a fines de 1944 y principios de 1945.
Detenido el 5 de diciembre de 1945 por las fuerzas aliadas, cedió temporalmente las presidencias al primo hermano de su padre, Friedrich Carl Siemens (1877-1952). Convocado a los Juicios de Núremberg bajo la sospecha de haber cometido crímenes de guerra, finalmente no se inició ningún proceso contra él, ya que no se pudieron encontrar evidencias de comportamientos punibles. Se retiraron los cargos, por lo que pudo regresar como jefe de la empresa en 1948.

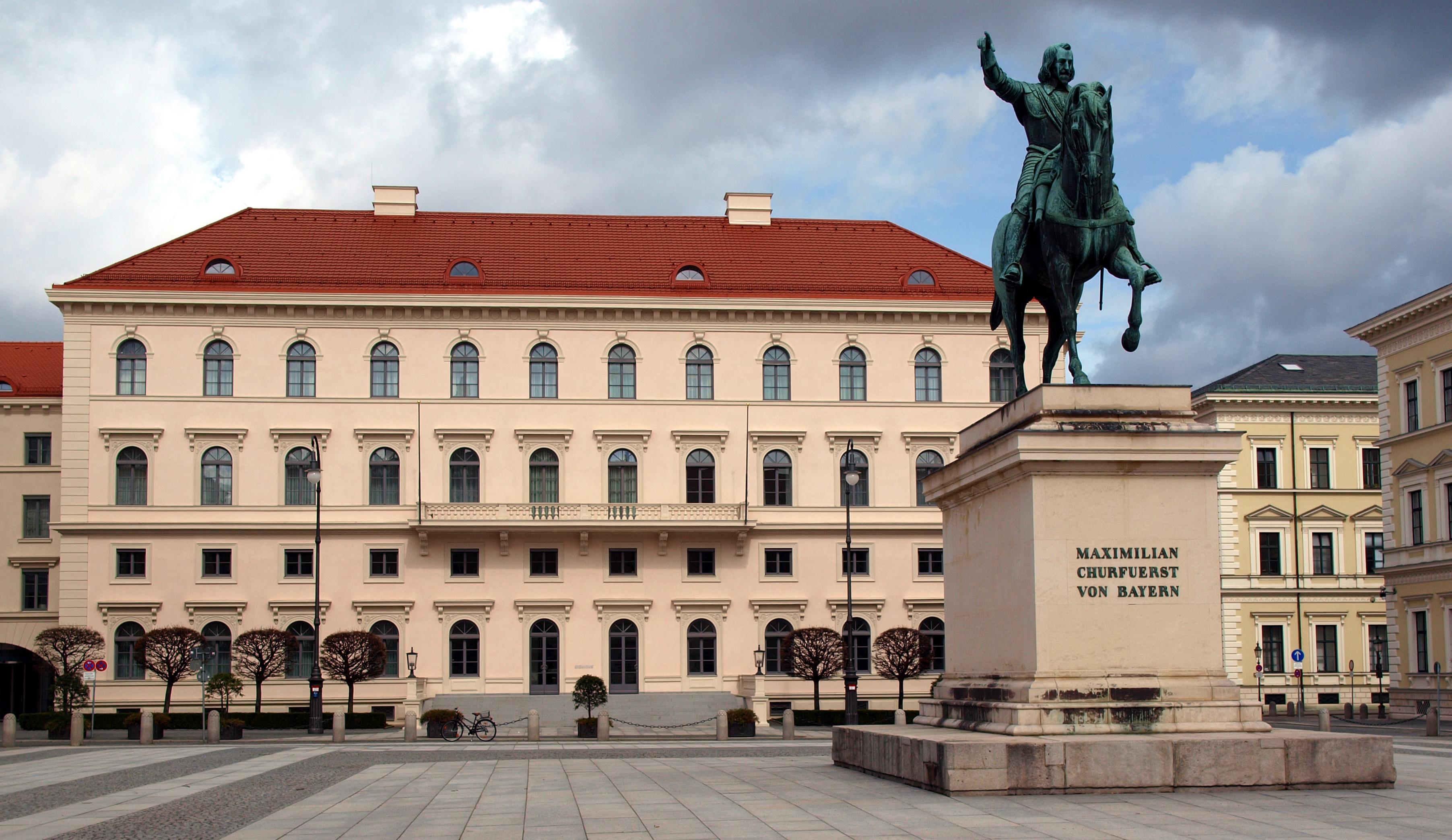
Sede de Siemens en Múnich, el Palais Ludwig Ferdinand

Volvió a ocupar su puesto como presidente de los consejos de supervisión de Siemens & Halske AG y Siemens-Schuckertwerke AG hasta su jubilación en 1956. Todas las fábricas en la zona de ocupación soviética, así como la mayoría de las fábricas en el extranjero se perdieron y tuvieron que ser sustituidas por nuevas instalaciones. Durante este período, su primo hermano Ernst von Siemens fue director ejecutivo de Siemens & Halske AG desde 1949 hasta 1956 y finalmente sucedió a Hermann como presidente de ambas compañías en 1956. Debido al bloqueo de Berlín, Hermann y Ernst trasladaron en 1947 la sede de Siemens de la Berlín asediada a Erlangen, donde se encontraba la factoría de Siemens-Schuckert, y en 1949 se reubicó en Múnich. Allí alquilaron el Palais Ludwig Ferdinand la antigua residencia de la familia real de Baviera y finalmente lo compraron en 1957. El palacio continúa albergando la sede de Siemens. En 1950, Hermann von Siemens donó la suntuosa residencia de sus padres en Wannsee (Berlín) a la Iglesia Baptista, que la convirtió en un hospital.
Hermann von Siemens contribuyó significativamente a la reconstrucción y el desarrollo de la empresa después de la Segunda Guerra Mundial. Él mismo, una persona bastante silenciosa, introvertida y de orientación técnica, se interesó especialmente en todos los asuntos de la investigación científica y la mejoró de muchas maneras. En la década de 1950 y desde su nueva sede en Baviera, S&H comenzó a fabricar computadoras, semiconductores, lavadoras y marcapasos. Desde 1955 hasta 1964, también ejerció el cargo de presidente de la institución científica Fraunhofer-Gesellschaft. Después de que Ernst von Siemens fusionara las tres "empresas matrices" (Siemens & Halske, Siemens-Schuckert y Siemens-Reiniger) para formar la actual Siemens AG en 1966, Hermann siguió siendo miembro ordinario, más tarde miembro honorario del consejo de supervisión hasta su muerte. Falleció en Múnich en 1986, a la edad de 101 años.
Se había casado en 1917 con Charlotte von Maltzan, baronesa zu Wartenberg und Penzlin. Tuvieron seis hijos y 12 nietos, entre los que figura su nieta Nathalie von Siemens (n. 1971), expresidenta de la Fundación Siemens y desde 2015 miembro del consejo de supervisión de Siemens AG.